# 林青霞 (小惑星)
林青霞 (38821 Linchinghsia) は小惑星帯に位置する小惑星。香港生まれのカナダの天文学者、William Kwong Yu Yeung（中国名：楊光宇）がアメリカ、アリゾナ州のデザート・ビーバー天文台で発見した。
台湾出身の女優ブリジット・リンの中国名、林青霞に因んで命名された。